# 발렌사 (포르투갈)

발렌사의 위치

발렌사(포르투갈어: Valença)는 포르투갈 비아나두카스텔루 현에 위치한 도시로 면적은 117.13km2, 인구는 14,127명(2011년 기준), 인구 밀도는 120명/km2이다.

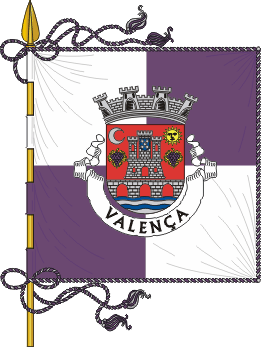
시기
시 문장